# Turnul Studentului din Sebeș

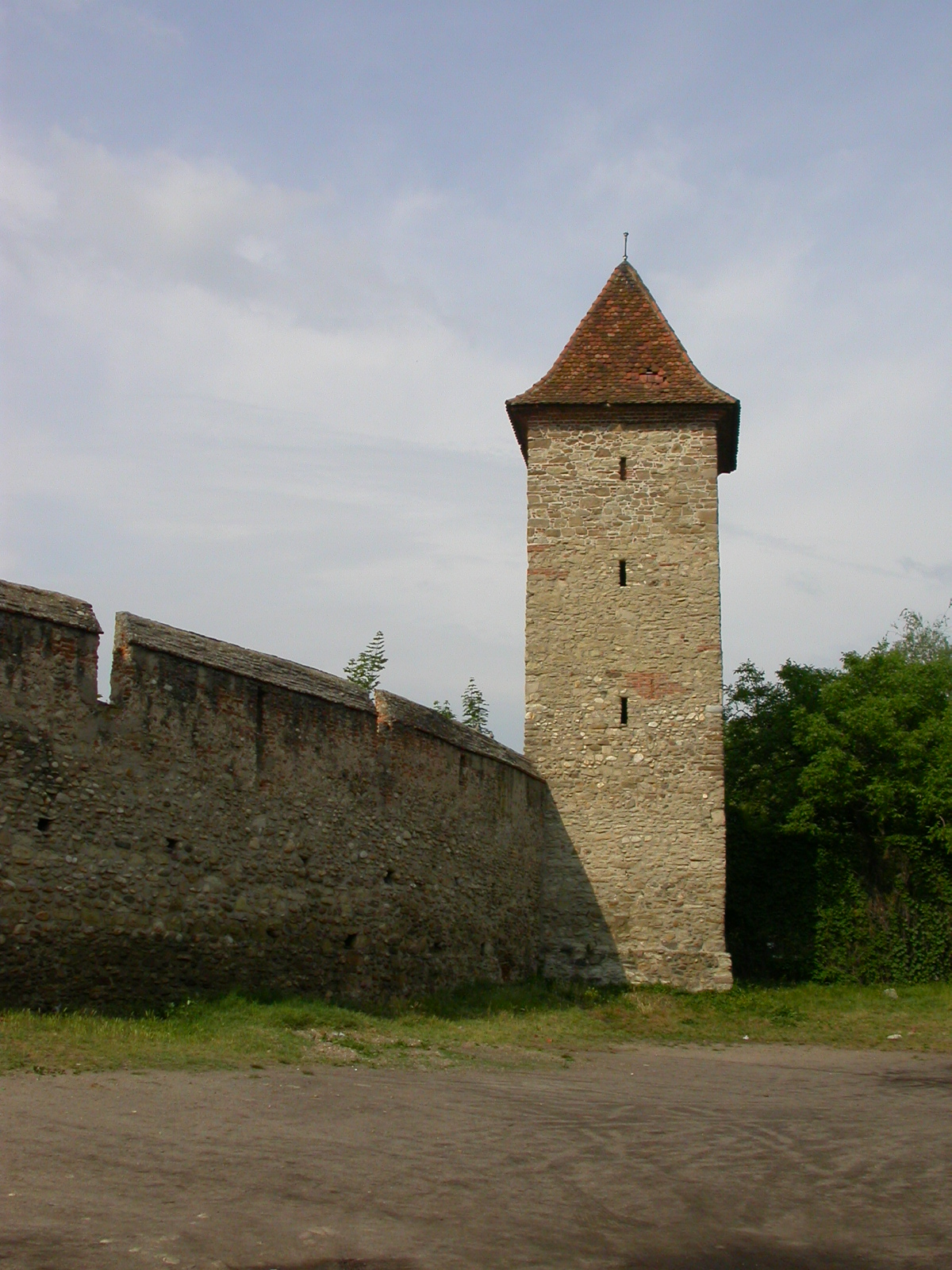

Turnul studentului, cunoscut și ca Turnul croitorilor, este un turn înălțat în colțul de sud-est al cetății Sebeșului. A fost ridicat în secolul al XV-lea.
Numele turnului se leagă de legenda Studentului Romoșean.